# 巴特彼得斯塔尔-格里斯巴赫
巴特彼得斯塔尔-格里斯巴赫（德語：Bad Peterstal-Griesbach）是德国巴登-符腾堡州的一个市镇。总面积41.24平方公里，总人口2680人，其中男性1343人，女性1337人（2011年12月31日），人口密度65人/平方公里。